# الدوري الإكوادوري لكرة القدم 2017
الدوري الإكوادوري لكرة القدم 2017 (بالإسبانية: Campeonato Ecuatoriano de Fútbol Serie A 2017)‏ هو الموسم 59 من الدوري الإكوادوري لكرة القدم. كان عدد الأندية المشاركة فيه 12، وفاز فيه نادي إيميلك.